# Дамманн, Эрик
Эрик Дамманн (норв. Erik Dammann; 9 мая 1931, Осло, Норвегия — 21 июня 2025) — норвежский писатель, антиглобалист и эколог, основатель движения «Будущее в наших руках» (норв. Framtiden i våre hender).
Дамман получил образование в области рекламных технологий. Его книга «Будущее в наших руках» всколыхнула общественность и заставила общество обсуждать перспективы развития цивилизации. Вдохновлённый успехом книги, Эрик Дамманн инициировал в 1974 году общественное движение с одноимённым названием — «Будущее в наших руках». Эта международная организация существует до сих пор и насчитывает более двадцати тысяч членов и более тридцати партнёрских организаций по всему миру.
Также, Эрик Дамманн знаменит свои пребыванием на острове Самоа, которое было подробно описано им в книге «C четырьмя детьми в лачуге» (англ. With four children in a palm hut, 1968). Эрику Дамманну также принадлежит инициатива двух других общественных движений: Project Alternative Future и Forum for System Debate.
Его книга «Вне времени и пространства» (англ. Behind time and space, 1987) в своё время считалась своего рода введением, первым знакомством с философией Нью-эйдж в Норвегии.
В 1982 году Эрик Дамманн получил награда «За правильный образ жизни» (англ. The Right Livelihood Award), которую нередко называют альтернативой Нобелевской премии. Присуждённая награда гласила «за вызов, брошенный Западному образу жизни и ценностям, в целях пропаганды более ответственного отношения к окружающей среде и третьему миру».

«Также, как и сейчас мы считаем, что работорговля и колониализм были бесчеловечными и чудовищными способами разбогатеть, так и, без сомнения, новое поколение будет думать, что современная форма мировой торговли и распределения материальных благ, также бесчеловечны и чудовищны.» Оригинальный текст (англ.)In the same way that we today think that the slave trade and colonial exploitation were inhuman and inconceivably bestial ways of acquiring riches, there is no doubt that coming generations will think that our form of world trade and distribution of the world's benefits were just as inconceivable and inhuman— Эрик Дамманн
С 1988 года Дамманн получал пожизненную правительственную пенсию.
Умер 21 июня 2025 года в возрасте 94 лет.

## Произведения
- 1966 «Truls and Tone the Magician, an adventure in reality»
- 1968 «With four children in a palm hut»
- 1972 «The Future in Our Hands»
- 1972 «Adoption?»
- 1976 «New lifestyle, and then what?»
- 1977 «The parties at separation point» (совместно с Якобом Боманн-Ларсеном (норв. Jacob Bomann-Larsen)
- 1979 «Revolution in the affluent society»
- 1980 «You decide!»
- 1981 «Free thoughts»
- 1982 «Talofa Samoa!»
- 1987 «Behind time and space»
- 1989 «Money or your life!»
- 1998 «Kidnapped» (совместно с Ранхильд Дамманн (норв. Ragnhild Dammann))
- 2005 «Contrasts, an account of a varied life» (автобиография)

Книги Эрика Дамманна переведены на девять языков.